# Exeter Chiefs
Exeter Rugby Club é um clube de rugby union baseado em Exeter, na Inglaterra.
O clube Exeter foi fundado em 1871/72 e jogou sua primeira partida no dia 26 de Outubro de 1873. A equipe principal, em 1997, foi rebatizada de Exeter Chiefs e joga com uniforme  preto (Casa) e branco (Fora).
Os Chiefs atualmente jogam no Alto Nível do Rugby inglês, na Aviva Premiership, tendo sido promovido em 26 de Maio de 2010, quando derrotaram o Bristol Rugby. Eles foram realocados do County Ground para o Sandy Park no verão de 2006, o qual pode acomodar 10.744 pessoas.
Na Temporada 2012/13 disputam pela primeira vez a Heineken Cup.